# エンリケータ・エステーラ・バルネス・デ・カルロット
エンリケータ・エステーラ・バルネス・デ・カルロット（スペイン語: Enriqueta Estela Barnes de Carlotto, 1930年10月22日 - ）は、アルゼンチン・ブエノスアイレス出身の人権活動家（女性）。人権活動団体「5月広場の祖母たち」（プラザ・デ・マージョの祖母たち）の代表を務めている。国際連合による国連人権賞（2003年）やユネスコによるフェリックス・ウーフェ＝ボワニ賞（2010年）などを受賞している。

## 経歴
1930年10月22日、エンリケータ・エステーラ・バルネスはブエノスアイレスにあるイングランド系アルゼンチン人の家庭に生まれた。工場労働者のギド・カルロットと結婚し、4人の子どもを儲けた。自身は初等学校の教師を務め、また平凡な主婦でもあった。
1970年代のアルゼンチンは軍事独裁政権による国家再編成プロセス（1976年-1983年）の過程にあり、カルロットの子どものうち3人が政治に巻き込まれた。国立ラプラタ大学で歴史学を学んでいたラウラはペロニズムに惹かれ、クラウディアはペロニスト大学生青年団の一員となり、ギド・ミゲルは通っていた高校の学生センターを取りまとめた。1977年8月5日、アルゼンチン共和国軍は夫のギドを誘拐して拷問し、4,000ペソ（約3万ドル）の身代金の支払い後に解放した。

### 娘の誘拐と監禁

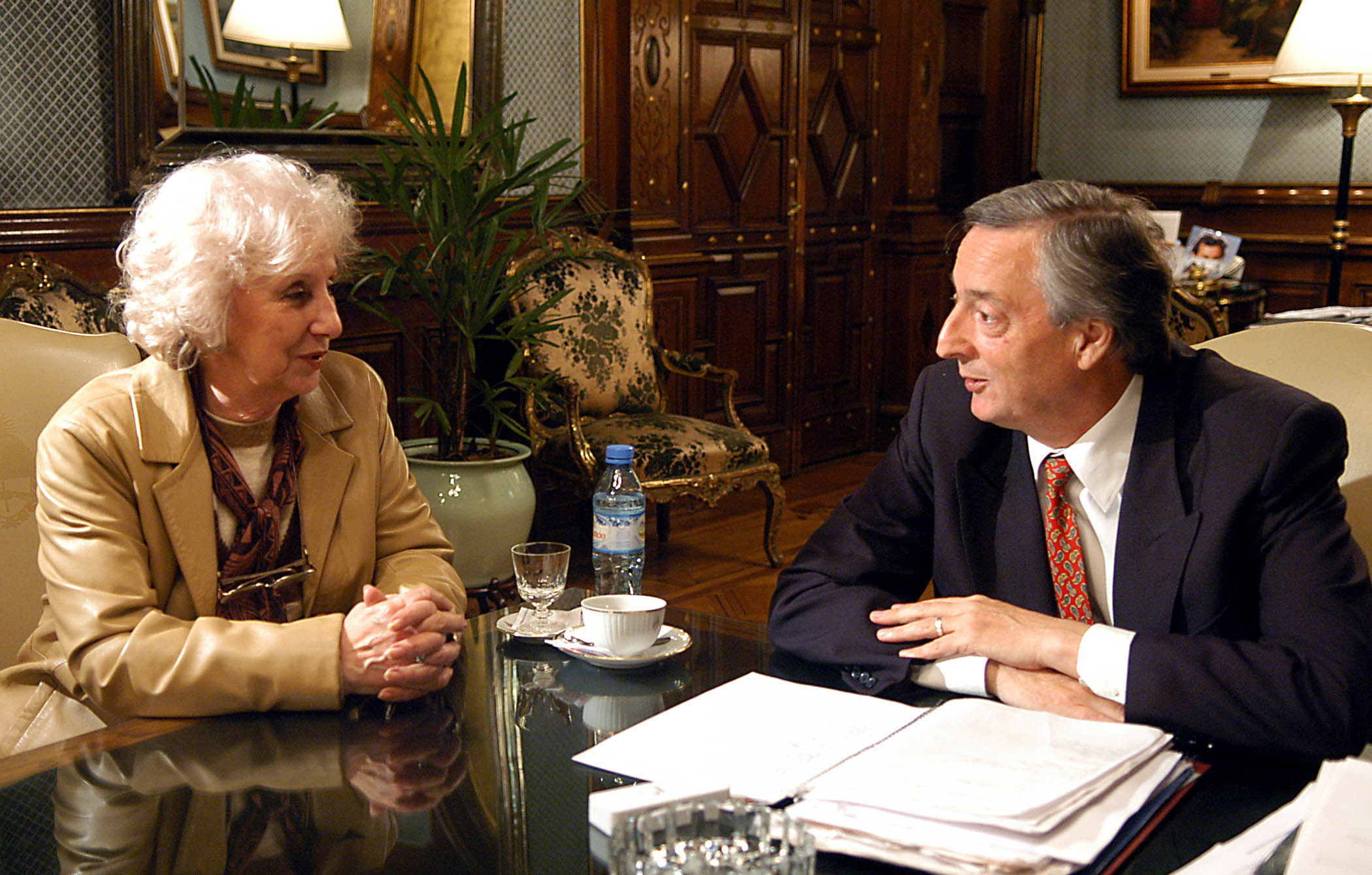
カルロット（左）とネストル・キルチネル大統領

ホルヘ・ラファエル・ビデラ大統領の軍事政権による「汚い戦争」が行われていた1977年末、妊娠3か月のラウラが誘拐された。ラウラはラプラタにある秘密拘置所「ラ・カチャ」に運ばれ、1978年8月末まで監禁された。1978年4月に解放されたラウラの監禁仲間はカルロットに対して、「ラウラはまだ生きており、妊娠している」と伝えた。ラウラは出産の直前に別の場所に運ばれ、1978年6月26日に出産している。この場所はブエノスアイレス軍事病院だったとする証言があり、他の場所だったとする証言もある。
カルロットはラウラの解放のためにあらゆる手を尽くした。レイナルド・ビニョーネ中将と面会した際、ビニョーネ中将はカルロットに対して「ラウラは生きていないだろう」と語った。ラウラは生まれてくる子をギドと名付けたがったため、カルロットとその家族はラウラの息子のことを常にギドを呼んだ。1978年8月25日には軍に召喚され、ラウラの遺体を渡された。ラウラは2日後にラプラタの墓地に埋葬された。遺体が家族の元に戻った数少ないケースである。カルロットは8月30日に校長職から退いた。

### 人権活動

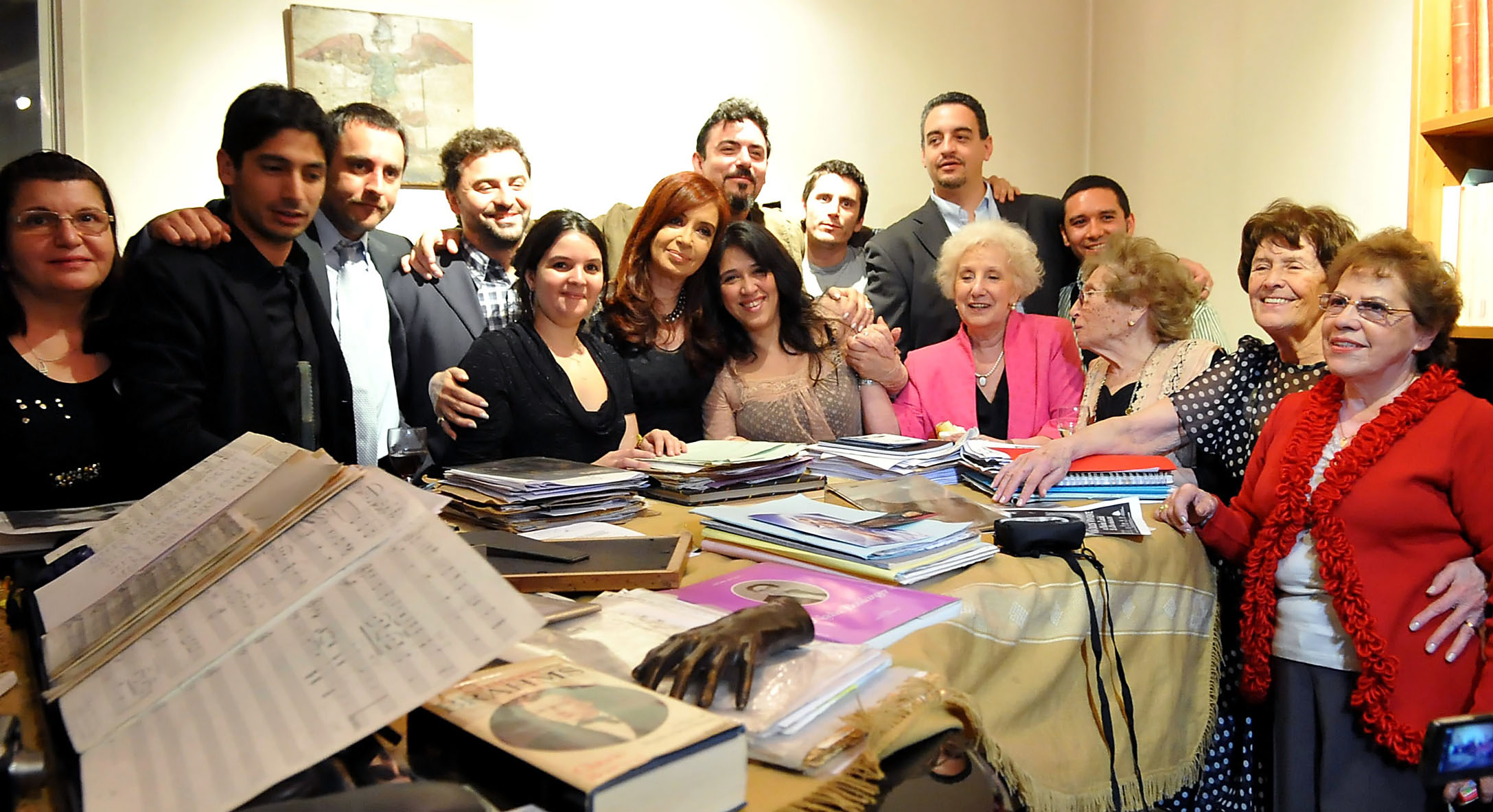
カルロット（中央右のピンク色の服）とクリスティーナ・フェルナンデス・デ・キルチネル大統領（中央の茶髪の美魔女）を中心とする集まり

1977年10月22日にはアリシア・デ・ラ・クアドラと11人の「祖母」たちによって「孫を失った祖母の会」が立ち上げられ、1979年4月にはカルロットはこの人権活動団体のメンバーとなった。ギドの捜索を開始し、軍事独裁期間に軍事政権によって誘拐されたり行方不明となった孫たちの解放を要求した。この団体は1980年に「5月広場の祖母たち」に改名、カルロットはやがて副代表となり、1989年には代表となった。
1980年にはブラジルのサンパウロに赴き、類似する団体を組織していた女性と会った。この際にはラウラが解放の際に殺害されたと信じるようになったという。
軍政下では約500人の子どもが母親の拘束下で生まれ、子どものいない軍人家庭などに引き取られた。その大半は養親に売られ、中には真の親の殺害に関与した者もいる。「5月広場の祖母たち」は1984年に初めて「孫」を発見し、1987年には「失踪自動の親族のための国立遺伝データバンク」の設立に関与、1992年には「身元の権利国立委員会の設立に関与した。2009年12月21日には100人目の「孫」を発見したと発表している。

### 孫の発見

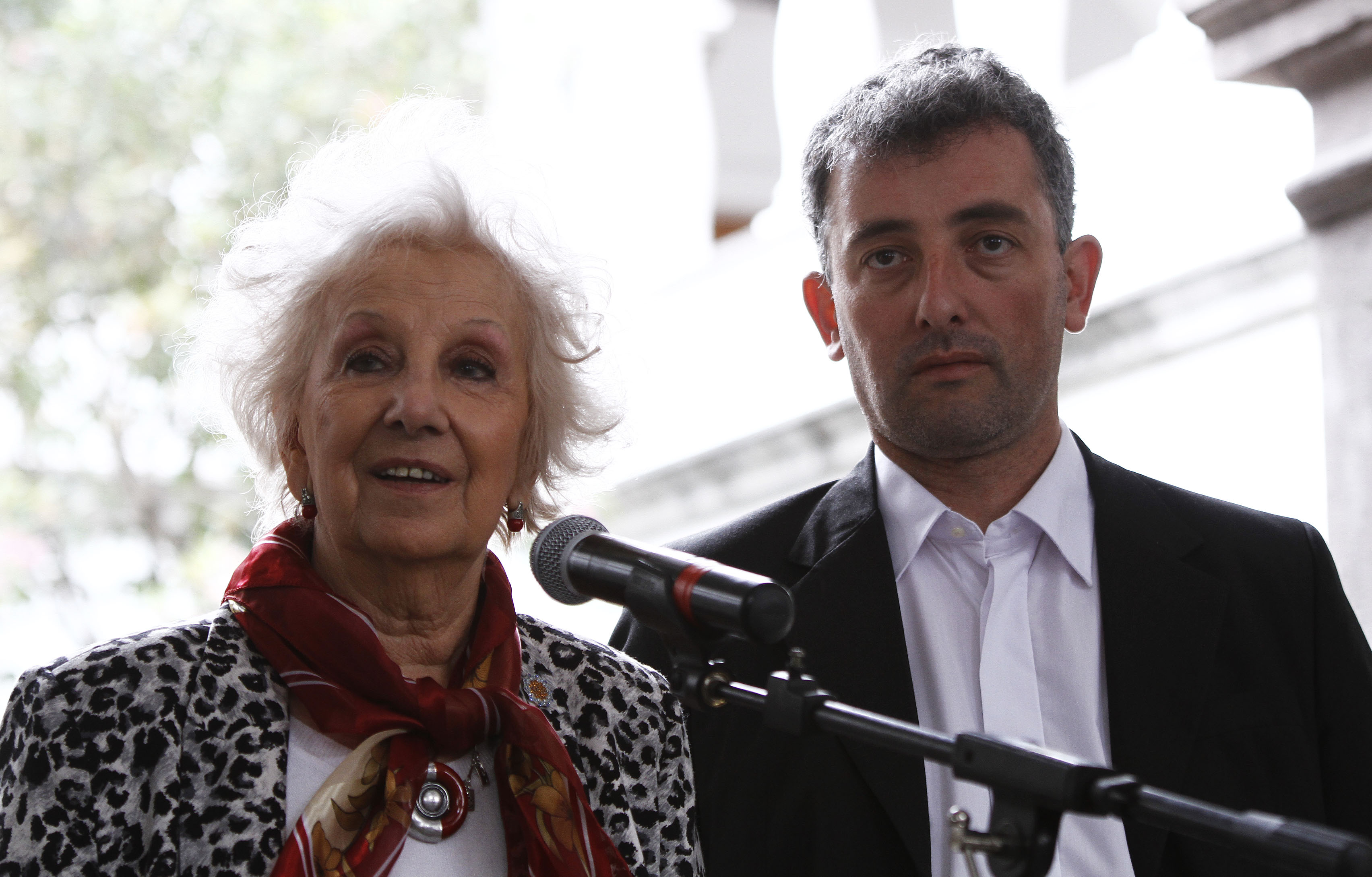
カルロット（左）と孫のイグナシオ・ウルバン

2001年10月21日、夫のギド・カルロットがラプラタで死去した。2003年には国際連合の国連人権賞を受賞した。2008年にはフランス・パリに「5月広場の母と祖母の庭」が竣工し、クリスティーナ・フェルナンデス・デ・キルチネル大統領とともに竣工記念式典に出席した。2010年にはユネスコによるフェリックス・ウーフェ＝ボワニ賞を受賞した。2011年には映画監督のニコラス・ヒル・ラベドラが伝記映画『Estela』の製作を開始し、ススー・ペコラーロを配役した。
孫を失ってから36年後の2014年8月5日、自身の身元に疑問を抱いていた男性が自発的に受けたDNA検査によって、カルロットの孫が発見されたことが発表された。この男性はイグナシオ・ウルバンという名前であり、ブエノスアイレス州オラバリアにあるロッシ兄弟音楽学校でジャズオーケストラの指揮と指導を行っていた。ウルバンは「5月広場の祖母たち」が真の身元を明らかにした114人目の「孫」だった。このことが公表された直後、ウルバンは名前をイグナシオ・ギド・モントーヤ・カルロットに変更した。

## 文献
- 伊高浩昭「ラ米乱反射」, 『LATINA』2013年7月号